# Jules Pommery
Jules Pommery (* 22. Januar 2001 in Cosne-Cours-sur-Loire) ist ein französischer Leichtathlet, der sich auf den Weitsprung spezialisiert hat.

## Sportliche Laufbahn
Jules Pommery bestritt im Jahr 2018 seine ersten Wettkämpfe im Weitsprung auf nationaler Ebene. In jenem Jahr siegte er bei den U18-Meisterschaften Frankreichs. Ein Jahr darauf, stieg er in die nächsthöhere Altersklasse auf. Im Frühjahr gewann er zunächst den nationalen U20-Hallenmeistertitel. Im Sommer gewann er beim gleichen Wettkampf in der Freiluft die Silbermedaille. Danach trat er in Schweden bei den U20-Europameisterschaften an. Im Finale stellte er mit 7,83 m eine neue Bestweite auf und konnte sich damit den Junioreneuropameistertitel sichern. 2020 gewann er die Silbermedaille bei den Französischen Hallenmeisterschaften der Erwachsenen. 2021 nahm er in Tallinn an den U23-Europameisterschaften teil. Im Finale belegte er mit 7,71 m de vierten Platz und verpasste damit knapp eine Medaille. 2022 sprang Pommery im Mai bei einem Wettkampf on Griechenland 8,17 m und stellte damit einen neuen U23-Nationalrekord Frankreichs auf. Einen Monat später gewann er seinen ersten Französischen Meistertitel bei den Erwachsenen. Ende August trat er in München bei den Europameisterschaften an. Es waren seine ersten internationalen Meisterschaften im Erwachsenenbereich. Er erreichte auf Anhieb das Finale. Darin brachte er es auf eine Weite von 8,06 m und belegte damit zunächst den vierten Platz, mit gleicher Bestweite wie der Schwede Thobias Montler (dessen zweitweitester Sprung allerdings weiter war). Nach einem erfolgreichen Protest des französischen Teams wurde er Stunden nach Ende des Wettkampfes zum Drittplatzierten, hinter dem Griechen Miltiadis Tendoglou und Montler erklärt, nachdem ein Versuch des Briten Jacob Fincham-Dukes nachträglich für ungültig erklärt wurde.
2023 wurde Pommery französischer Hallenvizemeister. Im März trat er in Istanbul zum ersten Mal bei den Halleneuropameisterschaften an, brachte in der Qualifikation allerdings keinen gültigen Versuch zustande. Später im Juli belegte er bei den U23-Europameisterschaften in Espoo den vierten Platz. Einen Monat später trat er in Budapest zum ersten Mal bei den Weltmeisterschaften an. In der Qualifikation kam er nicht über eine Weite von 7,23 m hinaus und belegte damit einen der letzten Plätze.

## Wichtige Wettbewerbe
| Jahr                   | Veranstaltung               | Ort                    | Platz                  | Disziplin              | Weite                  |
| Startet für Frankreich | Startet für Frankreich      | Startet für Frankreich | Startet für Frankreich | Startet für Frankreich | Startet für Frankreich |
| ---------------------- | --------------------------- | ---------------------- | ---------------------- | ---------------------- | ---------------------- |
| 2019                   | U20-Europameisterschaften   | Borås                  | 1.                     | Weitsprung             | 7,83 m                 |
| 2021                   | U23-Europameisterschaften   | Tallinn                | 4.                     | Weitsprung             | 7,71 m                 |
| 2022                   | Europameisterschaften       | München                | 3.                     | Weitsprung             | 8,06 m                 |
| 2023                   | Halleneuropameisterschaften | Istanbul               |                        | Weitsprung             | o.g.V. (Qualifikation) |
| 2023                   | U23-Europameisterschaften   | Espoo                  | 4..                    | Weitsprung             | 7,64 m                 |
| 2023                   | Weltmeisterschaften         | Budapest               | 37.                    | Weitsprung             | 7,23 m                 |

## Persönliche Bestleistungen
Freiluft
- Weitsprung: 8,17 m, 25. Mai 2022, Kallithea

Halle
- Weitsprung: 7,97 m, 21. Januar 2022, Lyon